# Ruth Holden
Ruth Holden (Attleboro, 27 novembre 1890 – Kazan', 21 aprile 1917) è stata una botanica e infermiera statunitense, specializzata in paleobotanica, morta in Russia durante la prima guerra mondiale.

## Biografia
Ruth Holden nacque il 27 novembre 1890 nella città di Attleboro, nel Massachusetts. È cresciuta in città con i suoi genitori Charles e Caroline Holden. Aveva due fratelli, una sorella maggiore, Alice, e un fratello minore, John. Suo padre era un medico.
Ha studiato alla Attleborough High School dove è stata valedictorian della classe del 1907; ha poi studiato al Radcliffe College di Harvard. Si laureò a Radcliffe nel 1911 e conseguì il MA l'anno successivo. Mentre era a Radcliffe studiò paleobotanica con il professor E. C Jeffrey. Ricevette il Premio Caroline Wilby per la sua tesi Reduction and Reversion in the North American SalicaIes (Riduzione e reversione nei salici nordamericani). Usò i soldi di questo e altri premi accademici per perseguire il suo interesse per la caccia ai fossili. Ad esempio, raccolse fossili nell'Isola del Principe Edoardo e nel Nuovo Brunswick in Canada nell'estate del 1911.
Nel 1912 fece il suo primo viaggio in Inghilterra dove partecipò a un "Summer Meeting" presso l'Università di Cambridge dove poté esaminare la loro collezione di piante fossili.
Tornò in Inghilterra nel 1913 dopo aver ottenuto una borsa di studio europea AAUW e iniziò la ricerca paleobotanica al Newnham College di Cambridge.
Dopo lo scoppio della prima guerra mondiale, iniziò a frequentare le lezioni tenute dalla Croce Rossa. Il Cambridge Independent Press riferì di aver ricevuto il primo certificato di "Primo soccorso ai feriti" il 21 gennaio 1915. Per tutto il 1915 lavorò part-time come inserviente presso l'Auxiliary Hospital di Cintra Terrace a Cambridge.
Nell'agosto 1915 le fu assegnata una borsa di studio per soci dal Newnham College. Questo le dava diritto a £100 all'anno per tre anni per consentirle di "continuare il suo lavoro nella botanica dei fossili".
Tuttavia decise di sospendere gli studi e all'inizio del 1916 si unì alla prima unità medica Millicent Fawcett gestita dagli Scottish Women's Hospitals for Foreign Service. L'unità ha lasciato Londra il 29 gennaio diretta a San Pietroburgo in Russia per allestire ospedali per la maternità per i rifugiati polacchi. L'unità era composta da Holden (assistente infermiere), due medici, una direttrice, altre tre infermiere, un ufficiale sanitario, un elemosiniere e una segretaria. Poi andò a Kazan' per aiutare a creare un nuovo ospedale per i bambini profughi polacchi. Riuscì persino a continuare le sue ricerche sulla paleobotanica presso l'università locale, tuttavia trascorse la maggior parte del suo tempo viaggiando in tutta la Russia aiutando a distribuire forniture a diversi ospedali. Si ritiene che durante questi viaggi Ruth Holden contrasse il tifo, la sua malattia durò per molti mesi fino al 1917. Sebbene sembrasse riprendersi, iniziò a soffrire di meningite tubercolare e alla fine morì nel sonno durante la sera del 21 aprile 1917.
Subito dopo l'annuncio della morte di Ruth Holden, iniziarono ad apparire necrologi su vari media: Nature disse che "la scienza botanica ha subito una grave perdita a causa della morte di Ruth Holden"; AC Seward (che aveva lavorato con la Holden a Cambridge) scrisse nel New Phytologist che "sebbene la signorina Holden fosse una studentessa di eccezionale originalità e promessa, era molto più di questo: una donna cavalleresca e nobile che era un privilegio considerare un'amica"; Miss Moberly, un amministratore dell'unità medica in Russia, scrisse su Common Cause, un giornale del suffragio femminile che "[Holden] amava molto le persone e la terra per cui ha dato la vita e mi ha detto più di una volta che nulla in futuro avrebbe mai potuto farle rimpiangere quanto fatto, essendosi offerta volontaria per questo lavoro."
Il 5 ottobre 1919, una tavoletta di bronzo fu svelata a Capron Park, Attleboro, per commemorare Ruth Holden insieme a un'altra infermiera, Alice Illingworth Haskell, anch'essa morta in servizio durante la guerra. Fu istituito anche un fondo infermieristico commemorativo a nome di entrambe le infermiere.

## Opere pubblicate
- Holden, Ruth (1 gennaio 1912), Riduzione e inversione nei salici nordamericani. Annali di botanica, volume OS-26, numero 1, pagine 165–173.
- Holden, Ruth (1 luglio 1913), Contributi all'anatomia delle conifere mesozoiche n. 1 Woods giurassici dello Yorkshire. Annali di botanica, volume OS-27, numero 3, pagine 533–545.
- Holden, Ruth (1 maggio 1915), L'anatomia di un equisetum ibrido. American Journal of Botany, 2: 225–233.
- Holden, Ruth (1 luglio 1917), Sull'anatomia di due steli paleozoici dall'India, annali di botanica, volume OS-31, numero 3–4, luglio, luglio 1, 1917, pagine 315–326